# Es Castell
Es Castell is een gemeente in de Spaanse provincie en regio Balearen met een oppervlakte van 12 km². Es Castell heeft 7.455 inwoners (1 januari 2016). De gemeente ligt op het eiland Menorca.

## Demografische ontwikkeling
Bron: INE, 1877-2011: volkstellingen
Opm.: Tussen 1857 en 1877 maakte Es Castell deel uit van de gemeente Maó
Alaior · Ciutadella de Menorca · Es Castell · Es Mercadal · Es Migjorn Gran · Ferreries · Maó · Sant Lluís